# 索丹屈莱机场
索丹屈莱机场（芬蘭語：Sodankylän lentokenttä，IATA：SOT，ICAO：EFSO），是芬兰索丹屈莱的一座民用机场，距索丹屈莱市区约3千米。该机场开通于1940年，目前处于关闭状态，但有必要时可恢复通航。